# Hraničná (Janov nad Nisou)
Hraničná (německy Gränzendorf) je vesnice, část obce Janov nad Nisou v okrese Jablonec nad Nisou. Nachází se v údolí Bílé Nisy na jihozápadním okraji Jizerských hor, asi 1,5 kilometru jižně od Janova nad Nisou.

## Historie
První písemná zmínka o vesnici pochází z roku 1597. Název Hraničná vznikl díky poloze sídla na hranici dvou panství – libereckého a smržovského. První obyvatelé se živili jako uhlíři. V obci je lom, kde se láme žula. Dříve se v Hraničné nacházela výrobna skleněných knoflíků.

## Pamětihodnosti
Nedaleko Hašlerovy chaty se nachází pramen. Roku 1878 k němu nechal Josef Klamt postavit křížovou cestu, v jejíž blízkosti zřídil nejprve malé občerstvení, pozdější vlastník Stefan Jantsch vybudoval výletní chatu zvanou Dornstbaude, po válce přejmenovanou na Hašlerovu chatu. Stávala zde také rozhledna. Mezi další památky patří památník obětem první světové války a kaplička na začátku křížové cesty.

## Galerie

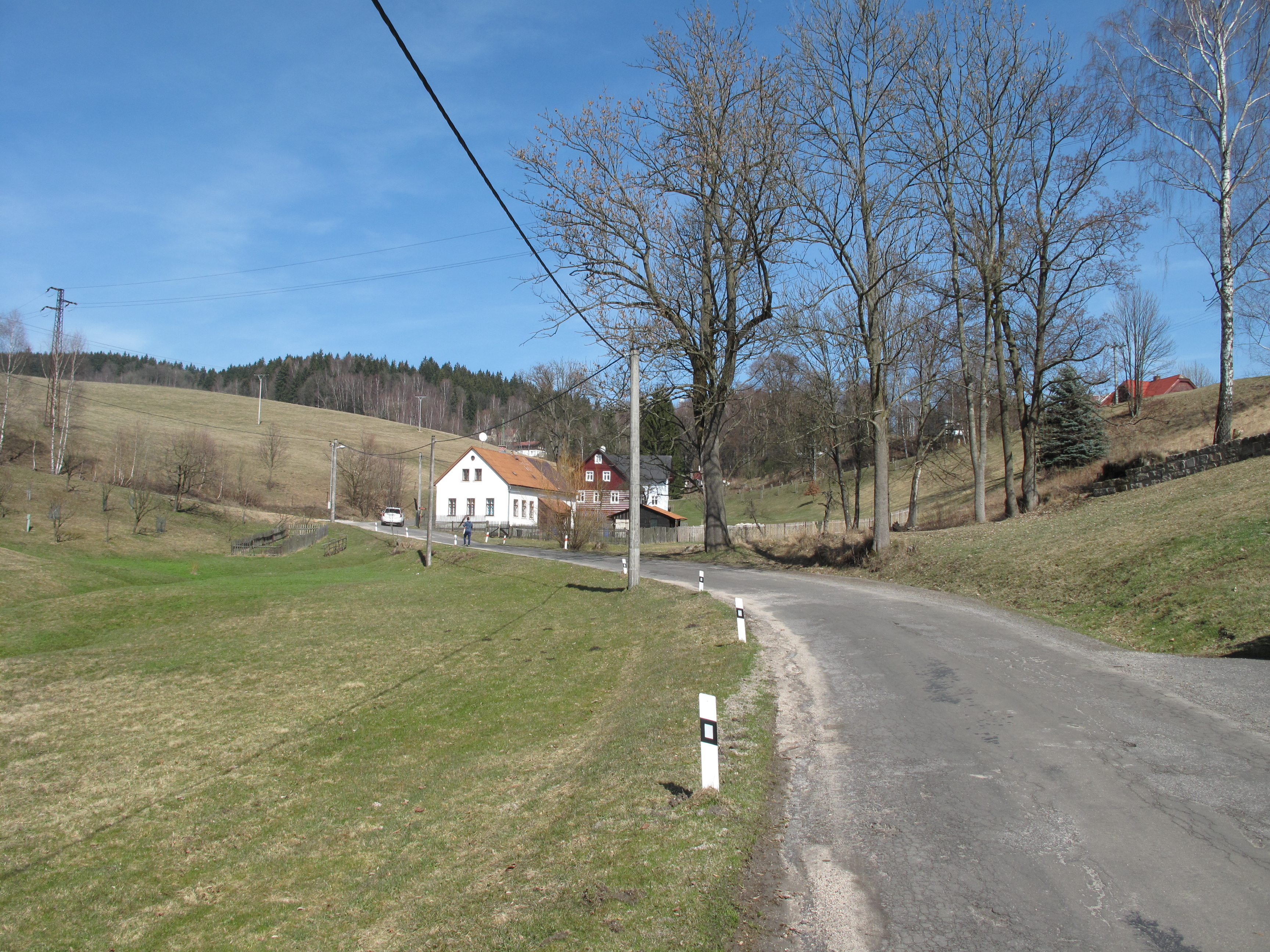
Cesta
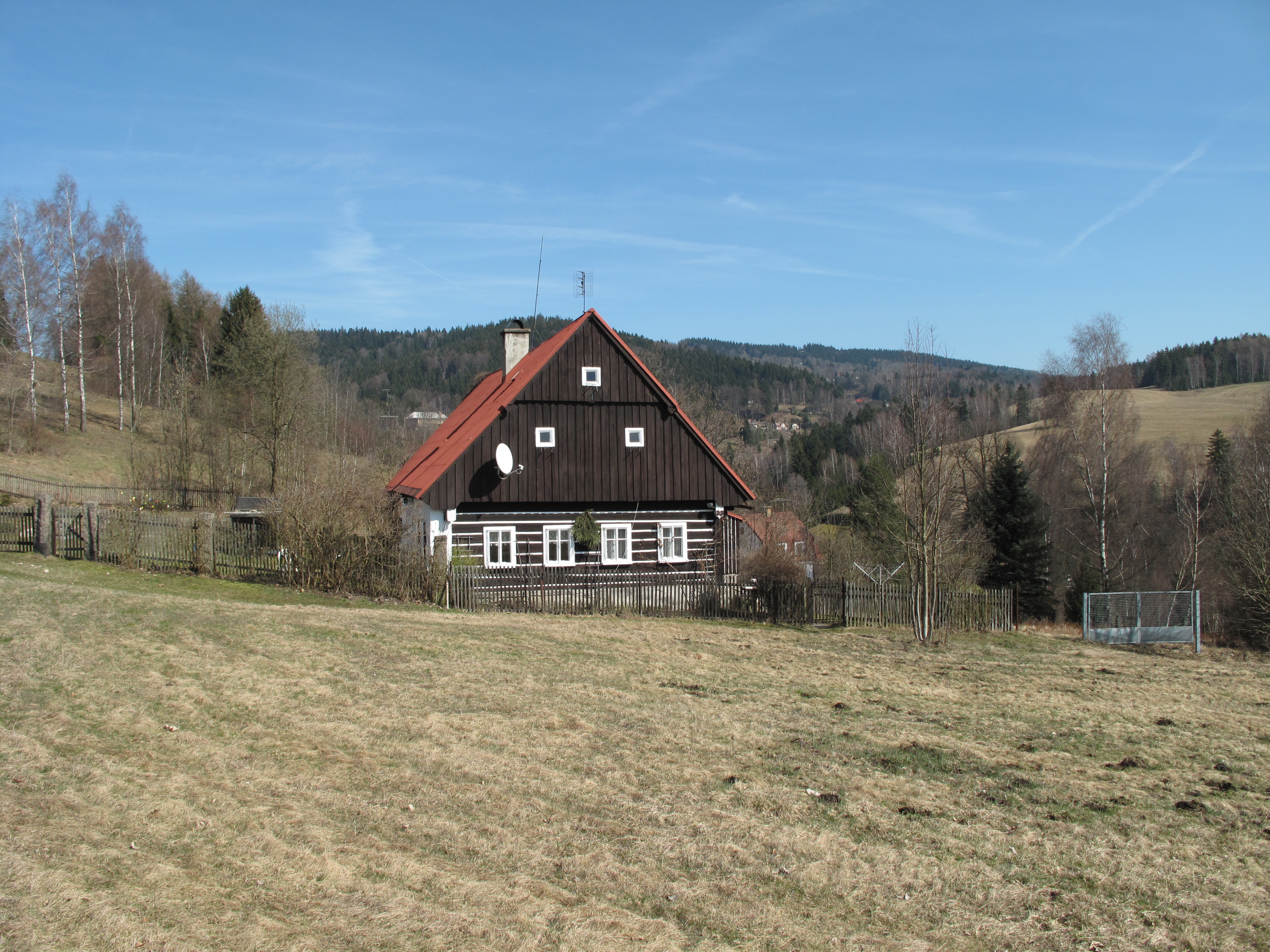
Původní německá lidová architektura
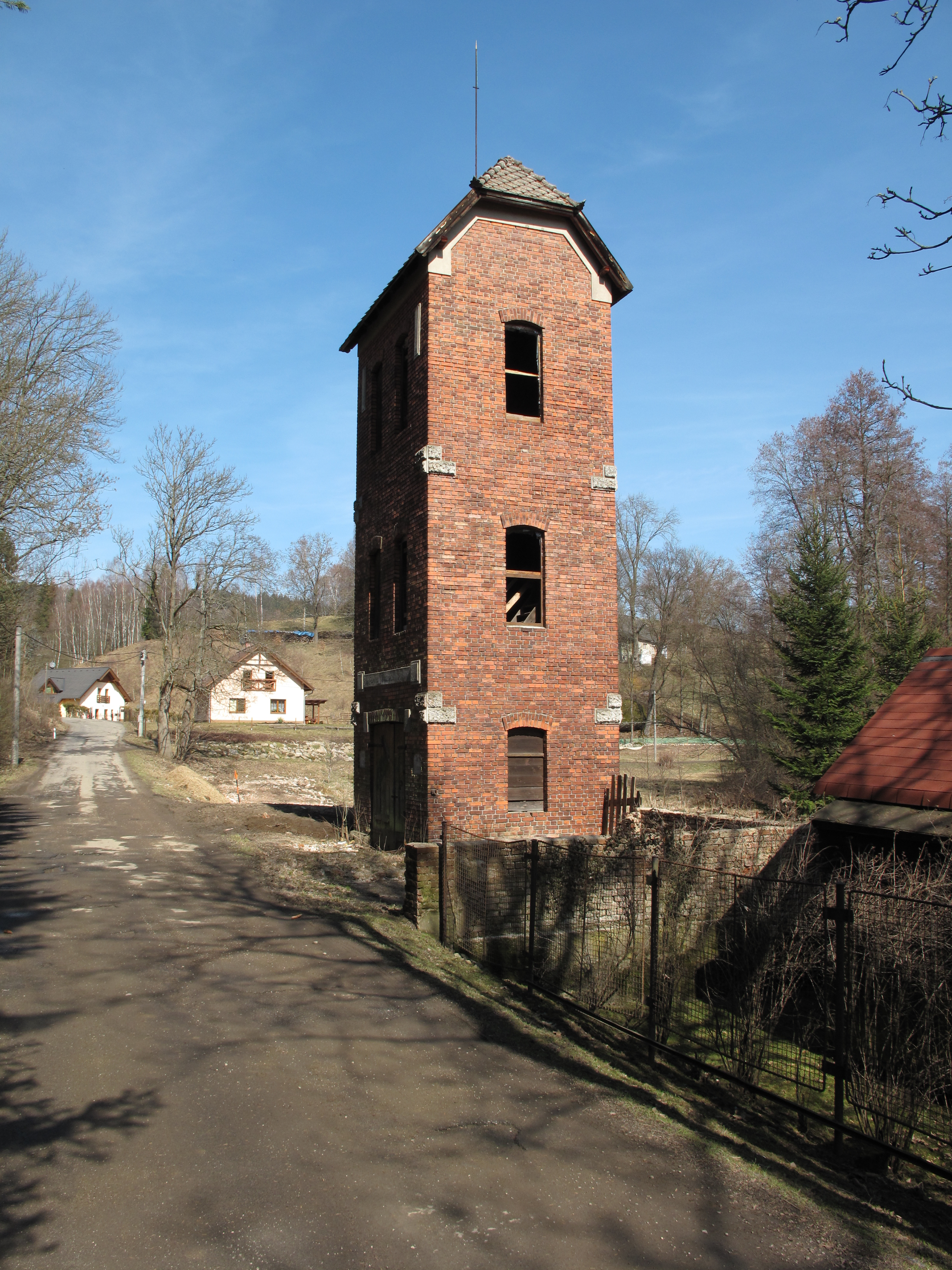
Věž